# Enrique Benavent Vidal
Enrique Benavent Vidal (Quatretonda, Vall d'Albaida, 25 d'abril de 1959) és un bisbe catòlic i teòleg valencià. Cursà els estudis eclesiàstics al Seminari Metropolità de València. El maig del 2013 fou nomenat pel papa Francesc bisbe de Tortosa, i l'octubre de 2022 arquebisbe de València.

## Biografia
Enrique Benavent va néixer al municipi valencià de Quatretonda l'any 1959. Realitzà els seus estudis eclesiàstics al Seminari Metropolità de Montcada, fins a ser ordenat prevere a mans del papa Joan Pau II en el transcurs de la seva visita pastoral a València el 8 de novembre de 1982. Aquell mateix any, després de la seva ordenació, inicià el seu ministeri sacerdotal a Alcoi, treballant com a coadjutor de la parròquia de Sant Roc i Sant Sebastià i com a professor de religió a l'Institut d'Educació Secundària.
L'any 1985 tornà al Seminari Major de Montcada com a formador i com a professor de síntesi teològica per a diaques fins que, el 1990, es traslladà a Roma per estudiar a la Pontifícia Universitat Gregoriana, on el 1993 va obtenir un doctorat en teologia, tornant a València per fer de professor de teologia dogmàtica a la Facultat de Teologia Sant Vicenç Ferrer de València i com a delegat episcopal per a la Pastoral Vocacional fins al 1997, a més de fer de professor a la Secretaria de València del Pontifici Institut Joan Pau II per a estudis sobre el Matrimoni i la Família.
Seguidament, l'any 1999, va ser elegit com a director del Col·legi Major Sant Joan de Ribera de Burjassot, i el 2001 tornà a la Facultat Sant Vicenç Ferrer, on va dirigir la Secció Diocesana de la Facultat; i el 2003 entrà com a membre del Consell Presbiteral i el 2004 va fer de degà.
El 8 de novembre de 2004 el papa Joan Pau II el nomenà bisbe titular de Rotdon i auxiliar de València, rebent la consagració episcopal el 8 de gener del 2005 de l'arquebisbe de València Agustí García-Gasco Vicente, amb el cardenal Ricard Maria Carles i Gordó i el bisbe Josep Vilaplana Blasco actuant com a coconsagradors.
Durant aquest període com a bisbe, l'any 2005 entrà a formar part de la Conferència Episcopal Espanyola com a membre de la Comissió de Seminaris i Universitats i, des de 2008 fins al 2017, fou membre de la Comissió Episcopal per la Doctrina de la Fe.
Va ser president de la Comissió Episcopal per a la Doctrina de la Fe des de març de 2020 fins a març de 2024. Actualment, és membre de la comissió executiva de la Conferència Episcopal Espanyola i forma part de la comissió permanent des de març de 2024.
El 17 de maig de 2013 el papa Francesc el nomenà bisbe de Tortosa, i prengué possessió de la seu el 13 de juliol del mateix any.
El 10 d'octubre de 2022 va ser nomenat arquebisbe de València, càrrec del qual prendrà possessió a partir del 10 de desembre de 2022. En una entrevista a À Punt, la primera des del seu nomenament, expressà el seu desig de «normalitzar l'ús del valencià en les misses de la diòcesi».

## Llibres
- El Misterio Pascual en la teología reciente (2002).
- La Declaración Dominus Iesus, la carta Novo Millennio Ineunte y la cristología reciente (2003).
- El Jesús de Nazaret de Joseph Ratzinger-Benedicto XVI: cristología y lógica de la fe (2008).
- Teología y vida eclesial (2013).